# Haageocereus

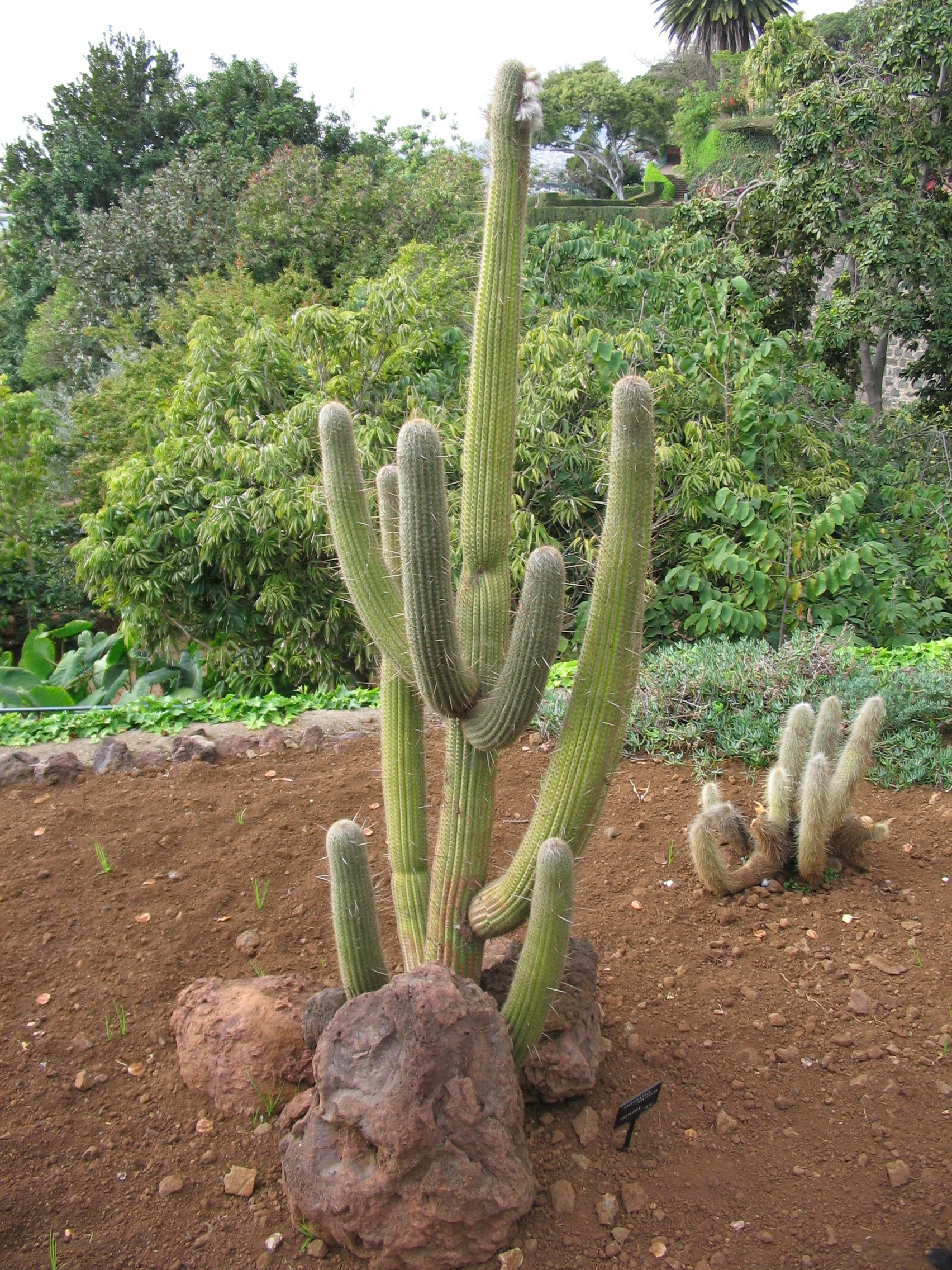
Haageocereus versicolor (Madeira, Funchal, Botanikus Kert)

A Haageocereus a kaktuszfélék (Cactaceae) Trichocereeae nemzetségcsoportjának egyik dél-amerikai oszlopkaktusz nemzetsége mintegy 8 fajjal. A nemzetség nevét az erfurti Haage családról kapta: ők apáról fiúra öröklött kertészetükben a kaktuszok és pozsgások gazdag gyűjteményét alakították ki, jelentősen hozzájárulva ezek európai elterjesztéséhez.

## Előfordulása
A nemzetség fő elterjedési területe Peru északnyugati része: a Csendes-óceán partvidékétől az Andokban mintegy 2300–2400 m magasságig. Egyes fajok Peru déli részére, sőt, Chilébe is áthúzódnak.

## Megjelenése, felépítése
Törzse elágazó, karcsú. Egyes fajok valóban oszloposak, mások hajtásai elfekszenek a földön.
Tölcsér alakú, szőrös-hajas csövű virágai többnyire csak az idősebb növényeken nyílnak.

## Életmódja
Rendkívül szárazságtűrő kaktuszok: a partvidék szinte teljesen esőtlen sivatagában nedvességigényüket zömmel ködszitálásból fedezik a mélyedések úgynevezett köd-oázisaiban. Gyakran zuzmókkal élnek szimbiózisban.
Kis nedvességigényük miatt többnyire igen lassan nő, de sokáig: az idősebb, oszlopos példányok többnyire egy–másfél méter magasak. Legerőteljesebben ősszel nő.
Virágai délután nyílnak és másnap reggelig virítanak.
Nyáron nagyon fényigényes. Teleltetni 10–12 °C-on, világos helyen célszerű.
Magról, sarjakról vagy oltással egyaránt jól szaporítható.

## Rendszerezés
A nemzetségbe az alábbi 8 faj és 1 hibrid tartozik:
- Haageocereus acranthus (Vaupel) Backeb.
- Haageocereus chilensis F.Ritter ex D.R.Hunt
- Haageocereus × comosus Rauh & Backeb.
- Haageocereus decumbens (Vaupel) Backeb.
- Haageocereus platinospinus (Werderm. & Backeb.) Backeb.
- Haageocereus pseudomelanostele (Werderm. & Backeb.) Backeb. - típusfaj
- Haageocereus repens Rauh & Backeb.
- Haageocereus tenuis F.Ritter
- Haageocereus versicolor (Werderm. & Backeb.) Backeb.